# Jerdenbek Nietkalijew
Jerdenbek Nietkalijew (kaz. Ерденбек Ниетқалиев, ros. Ерденбек Неткалиев, ur. 12 maja?/25 maja 1914 w aule Kamysta w obwodzie uralskim (obecnie w obwodzie zachodniokazachstańskim), zm. 2 lutego 1945 w Okonku) – radziecki wojskowy narodowości kazachskiej, kapitan, nagrodzony pośmiertnie tytułem Bohatera Związku Radzieckiego (1945).

## Życiorys
Urodził się w kazachskiej rodzinie chłopskiej. Skończył szkołę średnią i w 1936 Ałmaacki Instytut Weterynaryjny, po czym pracował jako kierownik sekcji w obwodowej szkole hodowli koni oraz jako nauczyciel w technikum rolniczym i inspektor obwodowego komitetu wykonawczego w Kyzyłordzie. W 1939 został powołany do Armii Czerwonej, w 1940 skończył kursy młodszych poruczników, od czerwca 1941 uczestniczył w wojnie z Niemcami. Do jesieni 1942 walczył w składzie 16 Armii Frontu Zachodniego, brał udział m.in. w bitwie pod Moskwą, w sierpniu 1942 został ranny. Od października 1942 walczył w składzie 3 Dywizji Kawalerii jako dowódca plutonu zwiadowczego, zastępca dowódcy i od 1943 dowódca szwadronu. Walczył na Froncie Zachodnim, od lutego do lipca 1943 Centralnym, od lipca do listopada 1943 Briańskim, od listopada 1943 do kwietnia 1944 Białoruskim, a od kwietnia 1944 1 Białoruskim. Pod koniec 1942 brał udział w operacji Mars, podczas której wraz ze szwadronem przełamał obronę niemieckiego oddziału i zadał wrogowi duże straty, za co został odznaczony orderem. W lutym i marcu 1943 wziął udział w operacji siewskiej, latem 1943 w operacji orłowskiej, we wrześniu 1943 operacji briańskiej, później homelsko-rzeczyckiej (w listopadzie 1943), kalinkowicko-mozyrskiej (w styczniu 1944), białoruskiej (latem 1944) i wiślańsko-odrzańskiej (zimą 1945). 20 lipca 1944 wyróżnił się podczas forsowania zachodniego Bugu, a od 26 do 30 lipca 1944 w walkach o Siedlce, za co otrzymał swój kolejny order. Jesienią 1944 brał udział w walkach o utrzymanie przyczółków na rzece Narew. 31 stycznia 1945 jako dowódca szwadronu 12 gwardyjskiego pułku kawalerii 3 Gwardyjskiej Dywizji Kawalerii 2 Gwardyjskiego Korpusu Kawalerii w stopniu kapitana wyróżnił się osobistym męstwem w walkach o Podgaje, gdzie kawalerzyści odpierali kontrataki dwóch dywizji piechoty wroga. Dowodzony przez niego szwadron zadał Niemcom duże straty. Dwa dni później podczas niemieckiego kontrataku został ciężko ranny i umarł na polu walki. Został pochowany w Okonku.

## Odznaczenia
- Złota Gwiazda Bohatera Związku Radzieckiego (pośmiertnie, 24 marca 1945)
- Order Lenina (pośmiertnie, 24 marca 1945)
- Order Czerwonego Sztandaru (30 kwietnia 1943)
- Order Czerwonej Gwiazdy (dwukrotnie, 5 listopada 1943 i 6 sierpnia 1944)
- Medal za Odwagę (5 września 1942)